# Шамшурин, Валерий Анатольевич
Валерий Анатольевич Шамшурин (19 марта 1939, Агрыз — 26 декабря 2023, Нижний Новгород) — русский поэт и прозаик, журналист. Заслуженный работник культуры Российской Федерации (1998). Почётный гражданин Нижнего Новгорода (2006).

## Биография
Родился 19 марта 1939 года в г. Агрыз (Татарстан).
Окончил историко-филологический факультет Горьковского государственного (ныне — Нижегородского) университета. Работал учителем, директором школы в селе, корреспондентом газет, редактором книжного издательства. Первыми его книгами были сборники стихов, которые выходили с конца 1960-х годов: «Ливни», «Красный день», «Светлояр», «Волжские пристани», «Часовая гора», «В серебряный день Покрова» и другие. Пишет историческую прозу, отдельными книгами выходит его трилогия о спасении Отечества народным ополчением Минина и Пожарского: «Каменная соль», «Набат над Волгой», «Алтарь Отечества». Совместно с Юрием Адриановым выпускает книги историко-литературных очерков «Старый Нижний» (1994).
Член правления Нижегородского городского отделения СП России, профессор Международной Славянской академии наук, образования, искусств и культуры.
Жил в Нижнем Новгороде. Скончался 26 декабря 2023 года на 85-м году жизни.

## Книги
- Шамшурин В.А. Ливни: Первая книга стихов. Горький: Волго-Вятское кн. изд-во, 1968. — 47 с.
- Шамшурин В.А. Штык: Стихи. Горький: Волго-Вятское кн. изд-во, 1972. — 40 с.: портр.
- Шамшурин В.А. Красный день: Стихи. Горький: Волго-Вятское кн. изд-во, 1976.
- Шамшурин В.А. Светлояр: Стихи. М.: «Современник», 1977. — 78 с. (Первая книга в столице)
- Шамшурин В.А. Волжские пристани: Стихи, поэма / худож. Б. Разин. — Горький: Волго-Вятское кн. изд-во, 1981. — 112 с.: ил.
- Шамшурин В.А. Свет победы: Стихи и поэма. Горький : Волго-Вятское кн. изд-во, 1984. — 80 с. : портр.
- Шамшурин В.А. Кудрина: Стихи. М.: «Современник», 1984. — 80 с. (Новинки "Современника")
- Шамшурин В.А. Часовая гора: Стихотворения, поэма. — М.: «Молодая гвардия», 1986. — 126 с.
- Шамшурин В.А. Каленая соль: историческое повествование. — Горький: Волго-Вятское кн. изд-во, 1989. — 350 с.
- Шамшурин В.А. Набат над Волгой: историческое повествование. Кн. 2. — Нижний Новгород: Волго-Вятское кн. изд-во, 1991. — 367 с.
- Шамшурин В.А. Алтарь Отечества: историческое повествование. — Нижний Новгород: Нижполиграф, 1992. — 384 с.
- Шамшурин В.А. В серебряный день Покрова: избранные стихотворения / худож. С.В. Соколов. — Нижний Новгород: Нижполиграф, 1995. - 128 с.: ил.
- Шамшурин В.А. Жребий Кузьмы Минина: исторический роман / В. А. Шамшурин ; худож. С. Соколов. — Нижний Новгород: Нижполиграф, 1996. — 544 с.: ил. — (Нижегородские были).
- Шамшурин В.А. Дыхание звезды = Breath of a star : Лирика.  Н. Новгород: Нижполиграф, 1999. — 159 с. : ил. ISBN 5-7628-0176-4
- Шамшурин В.А. Липы цветут: Стихи. 2001.
- Шамшурин В.А. Морские волчата: документальное повествование о нижегородцах-выпускниках Соловецкой школы юнг, лихих фронтовиках, написанное вместе с ними. — Нижний Новгород: Книги, 2002. — 160 с.: ил.
- Шамшурин В.А. Два императора. Нижний Новгород: Книги, 2013. — 448 с.
- Шамшурин В.А. После молчания: Стихи. 2004.
- Шамшурин В.А. Сталинский сокол: роман. — Н. Новгород: Книги, 2004 (Н. Новгород : ГИПП Нижполиграф) — 400 с.  ISBN 5-94706-011-6
- * Шамшурин В.А. — Роман-газета. 2005, № 9(1495): Седьмая печать (Таинственный старец): роман-версия / Валерий Шамшурин. - М. : Роман-газета, 2005 (ГУП Чехов. полигр. комб.). - 80 с. ISBN (В обл.)
- Шамшурин В.А. Есть на Волге Балахна...: исторические этюды / В.А. Шамшурин, В. А. Алексеев. — Нижний Новгород : Чебоксарская типография № 1, 2006. — 212 с.: ил.
- Шамшурин В.А. Мужские слезы: стихи разных лет. — Нижний Новгород: Дятловы горы, 2007. - 256 с.
- Шамшурин В.А. Покуда Бог хранит : поэтические тетради. — Арзамас: АГПИ, 2007. - 55 с. — (Серия "Арзамасская библиотека"). ISBN 978-5-86517-351-9
- Шамшурин В. А., Алексеев В. А. Я вижу земную мою красоту: Книга о Борисе Корнилове. - Нижний Новгород, 2007. 219 с.; ил.
- Шамшурин В.А. Возвращение в Нижний Новгород: исторические этюды. — Нижний Новгород: Литера, 2009. — 168 с.: ил. ISBN 978-5-900915-69-2
- Шамшурин В.А. Вечереет: стихи, поэмы, переводы / под ред. Л. Букариной. — Нижний Новгород: Литера, 2010. — 144 с. ISBN 978-5-900915-90-6
- Шамшурин В.А. Русское соло на Дунае: сербские впечатления. — Нижний Новгород: Дятловы горы, 2010. — 192 с.: ил.
- Шамшурин В.А. Казаковская филигрань. — Нижний Новгород: Литера, 2010. — 168 с. : ил. — (Библиотека им. И.П. Склярова "Народные художественные промыслы Нижегородской области").
- Шамшурин В.А. Ураган: повесть, рассказы. — Нижний Новгород: Литера, 2011. — 165, [2] с.: ил. ISBN 978-5-900915-90-6
- Шамшурин В.А. Начистоту о времени своем: публицистика, очерки, этюды. — Нижний Новгород: Литера, 2012. — 288 с.: ил. ISBN 978-5-905163-18-0
- Шамшурин В.А. Нижний Новгород — Москва: Ратной дорогой народного ополчения 1612 г.: очерки, хроника, свидетельства / фотохудож. В. Алексеев. — Чебоксары : Чебоксарская типография № 1, 2012. — 152 с.: ил.
- Шамшурин В.А. Тем временем...: Стихотворения. — Нижний Новгород: Литера, 2012. — 123, [4] с. ISBN 978-5-905163-06-7
- Шамшурин В.А. Обнаженные корни: Стихотворения. — Нижний Новгород: Кириллица, 2012. — 112 с.: ил.
- Шамшурин В.А. Нижегородский почерк: литературные страницы. — Нижний Новгород : Литера, 2013. — 352 с.: ил., портр. ISBN 978-5-905163-28-9
- Шамшурин В.А. Нижегородское притяжение / под ред. С.Б. Барсова. — Нижний Новгород: БегемотНН, 2014. — 192 с.: ил.
- Шамшурин В.А. Родина только одна: Избранные стихотворения. — Нижний Новгород: Книги, 2014. — 208 с. : ил.
- Шамшурин В.А. Чкаловская лестница: Стихи. — Нижний Новгород: Литера, 2015. — 59 с.; 500 экз. ISBN 978-5-905163-42-5
- Шамшурин В.А. На ветрах: Стихи и поэма. — Нижний Новгород: Литера, 2016. — 70, [1] с.: ил.; 500 экз. ISBN 978-5-905163-52-4

## Награды и звания
- Лауреат российской литературной премии имени Н. М. Карамзина
- Лауреат премии Международной ассоциации писателей-баталистов и маринистов имени В. С. Пикуля
- премии редакции «Роман-газета» — «Отечество»
- Лауреат Большой литературной премии России
- Дважды лауреат премии Нижнего Новгорода
- Лауреат литературной премии "На встречу дня!" имени Б. П. Корнилова
- Заслуженный работник культуры Российской Федерации (1998)[2].
- Почётный гражданин города Нижнего Новгорода (2006)[3]
- Орден Нижегородской области «За гражданскую доблесть и честь» III степени (2009)[4]
- Орден Почёта (2009)
- Медаль «За трудовое отличие»
- Медаль «200-летия адмирала Нахимова»
- Медаль имени академика Б. А. Рыбакова